# Ocampo kommun, Chihuahua
Ocampo är en kommun i Mexiko.   Den ligger i delstaten Chihuahua, i den nordvästra delen av landet, 1 300 km nordväst om huvudstaden Mexico City.
Följande samhällen finns i Ocampo:
- Ocampo
- El Saucillo
- Baquiriachi
- Las Estrellas
- Memelichi de Abajo
- Agua Caliente
- Memelichi de Arriba